# ウスタケ
ウスタケ（臼茸、学名: Turbinellus floccosus）は、ラッパタケ科ウスタケ属に属する中型から大型のキノコ（菌類）。傘がアンズタケに似た形をしている。
様々な種の針葉樹と外生菌根による関係を持っている。そのため針葉樹林下に出現し、東アジアから南アジアにかけての地域と北アメリカ西部に見られる。晩夏から秋にかけて最盛期を迎える。ラッパ型が特徴的で、ラッパの内部付近はうろこのようになっている。ラッパの口の部分は15 cm程度に大きくなり高さはおおよそ20 cmまで伸びる。
穏やかな味をしているというが、一般的に毒キノコとして扱われ、食すると吐き気、下痢などの症状を引き起こす。

## 名称
和名「ウスタケ」は、漢字で「臼茸」と書き、ラッパのように中央が凹んで開いた傘が臼のように見えることから名付けられている。地方によっては、イチョウタケ、ジョウゴタケ（岩手県）、ヤマサカズキ（山杯）、ラッパタケ、ロウトタケ（漏斗茸）などの方言名でもよばれ、いずれも独特の形に由来する。英語圏では woolly chanterelle や woolly gomphus などと呼ばれ接頭詞は shaggy- や scaly- にも変化する。

### 分類学
ラッパタケ属は多系統群と判断されており、今後の研究によっては学名が変わる可能性もある。
ウスタケは1832年にアメリカの菌学者ルイス・デービッド・ド・シュウェイニツが Cantherellus floccosus として記載した。しかし1945年にはロルフ・シンガーによってラッパタケ属に再分類された。この種小名 floccosus はラテン語で綿毛を意味し、属名の gomphos は古代ギリシャ語の 'γομφος' から来ており、これはプラグや大きい楔形の釘を意味している。また、1909年にはアールによって Turbinellus floccosus という名前が提案されている。

## 分布・生息地
世界的には日本や中国などアジアの多くや、北アメリカ、ヨーロッパに分布する。アジアでは中国、韓国、西蔵、ネパール、インド、パキスタン、日本などで見られる。
外生菌根菌（菌根性・共生性）。初夏から秋にかけて、人里近くのモミ・ツガ・トドマツなどマツ科の常緑針葉樹林や林道のわきなどに発生し、特にモミ類の樹下の地上に生え、単生から群生する。公園に植えられたモミの木の周囲にも生える。ときに菌輪をつくることもある。この菌はダグラスファー、モミ、マツ、西部アメリカツガなど多くの針葉樹外生根の関係を持っている。このため針葉樹林に多く見られる。アメリカでは西部の針葉樹林に晩夏から秋にかけて見られる。特に太平洋側の雨の多い地域でよく見られる。

## 形態

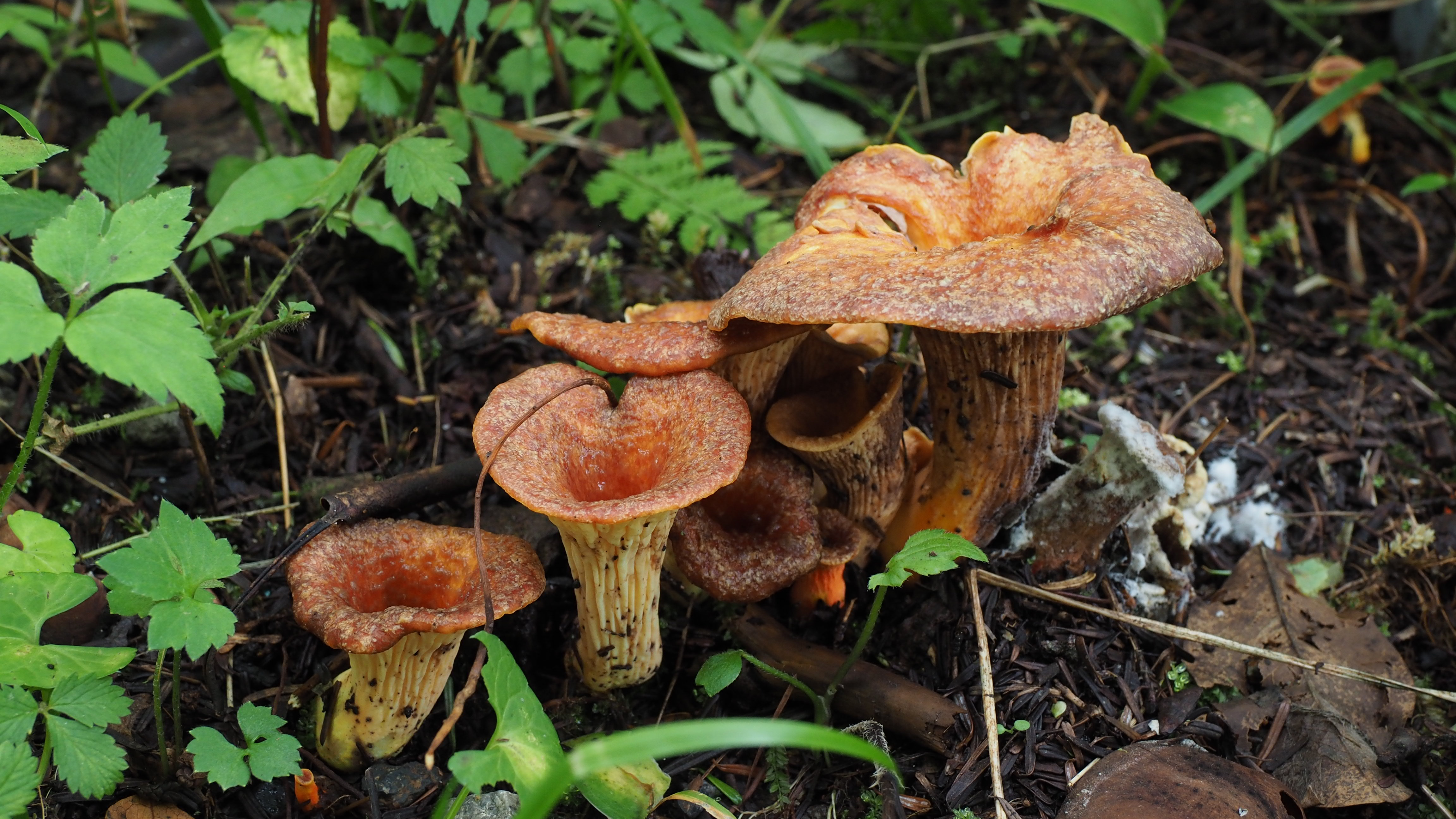
ウスタケ（臼茸）

子実体は、はじめは細長い円筒形で、成菌になるにつれて、縁がめくれて深いラッパ形（漏斗形）になり、中心が柄の基部までくぼむ。ラッパの口の部分は径4 - 14センチメートル (cm) になる。色は幼菌では赤色が強く、成熟するにつれて表面が淡黄土色で、ラッパの内側は橙黄色地に、やや細かくささくれてうろこ状になった赤橙色から紅色の薄い鱗片が放射状に付着する。縁は内側に巻く。
普通のキノコでは裏面のヒダがあり胞子をつける部分が、ウスタケではラッパの外側になっている。この部分は不規則におられたような姿になっており、ヒダというよりはトタン板のような長いシワ状で「しわひだ」（偽ひだ）と呼ばれている。色は黄色から淡黄色、もしくは肌色で、柄の根本は鮮やかな赤橙色になっている。
高さはおおよそ10 - 15 cm程度にまで伸び、ふつうは小型から中型のキノコだが、高さ20 cmほどの大型のキノコになることもある。柄と傘の境界ははっきりしていない。柄は上下同じ太さで中空である。
胞子紋は茶色っぽく、胞子自体は楕円形であり、大きさは12.4 - 16.8 × 5.8 - 7.3マイクロメートル (μm) 程度である。

## 食毒
食するとムカつき、腹痛、嘔吐、下痢などの胃腸系の中毒症状が現れる。初期症状は8時間から14時間遅れたのちに発症する。動物実験では、散瞳、筋弛緩、中枢神経の症状が出る。α-テトラデシルクエン酸（ノルカペラチン酸）が単離されており、これが食毒に関係している可能性もある。
毒性分は水溶性で、茹でこぼして毒抜きすれば食べられるとする地方もあるが、それでも軽度の胃腸系の食中毒を起こすリスクが高く、毒キノコと考えた方が良いといわれる。また、このキノコを毒キノコと紹介する図鑑や、調理によっては食べられると紹介している本もあり是非両論ある。十分に火を通せば問題ないともいわれるが、食べ過ぎは禁物である。食用するときは、鉄板焼き、バター炒め、天ぷら、けんちん汁などにする。特徴的な風味やにおいはなく、歯切れはよいという。